# Schné
Schné, bürgerlich Henrike Krügener (* 10. April 1982 in Hannover), ist eine deutsche Sängerin, Komponistin, Texterin, Musikerin und Schauspielerin. Der Künstlername Schné ist ein von ihr in Anlehnung an den weichen Klang der portugiesischen Sprache erdachtes Kunstwort.

## Leben
Schné spielte zunächst in verschiedenen Bands E-Bass und später Gitarre. Erst nach und nach wurde sie zur Leadsängerin. Schné studierte Schauspiel an der Freien Schauspielschule Hamburg und war in Hamburg auch im Anschluss als Schauspielerin aktiv. Seit Abschluss des Studiums ist sie unter anderem auch als Werbe- und Synchronsprecherin tätig.
Als Wahl-Bremerin vertrat Schné das Land Bremen beim Bundesvision Song Contest 2012 und belegte Platz 13 von 16. Den Titel für den Bundesvision Song Contest 2012 Alles aus Liebe schrieb und produzierte der Komponist und Musikproduzent René Münzer, der auch das Album Bastelkleid für sie produzierte, sowie alle bisher erschienenen Alben unter dem Künstlernamen Schné. Sie trat auch in anderen TV Formaten, wie TV Total und Buten und Binnen auf.
Neben ihren Soloalben als Schné veröffentlichte sie mit ihrer Band Schné Ensemble weitere fünf Alben und eine Live-CD sowie DVD eines Konzertes 2014.

## Diskografie
Alben
- 2008: Deine Küsse dunkeln (Schné Ensemble)
- 2010: Das Karussell (Schné Ensemble)
- 2011: (M)ein Liebeslied (Schné Ensemble)
- 2012: Pierrot, Pierrot, Pierrot (Schné Ensemble)
- 2012: Bastelkleid (Schné) (Ear Lab Records / H’Art)[3]
- 2013: Left Side Street Queen (Schné)
- 2014: Goût de sel (Schné Ensemble, Live-CD sowie DVD)
- 2015: Der bipolare Bär (Schné)
- 2017: Sunday Girl (Schné)
- 2019: Steppenwolf (Schné Ensemble)

Singles
- 2012: Eine kleine Wahrheit (Schné)
- 2012: Alles aus Liebe (Schné, aus Bastelkleid)[3]
- 2012: Wo ich bin (Schné, aus Bastelkleid)
- 2015: The Amn with the Finest Circumstances (Schné, aus Der bipolare Bär)